# 모 (무기)

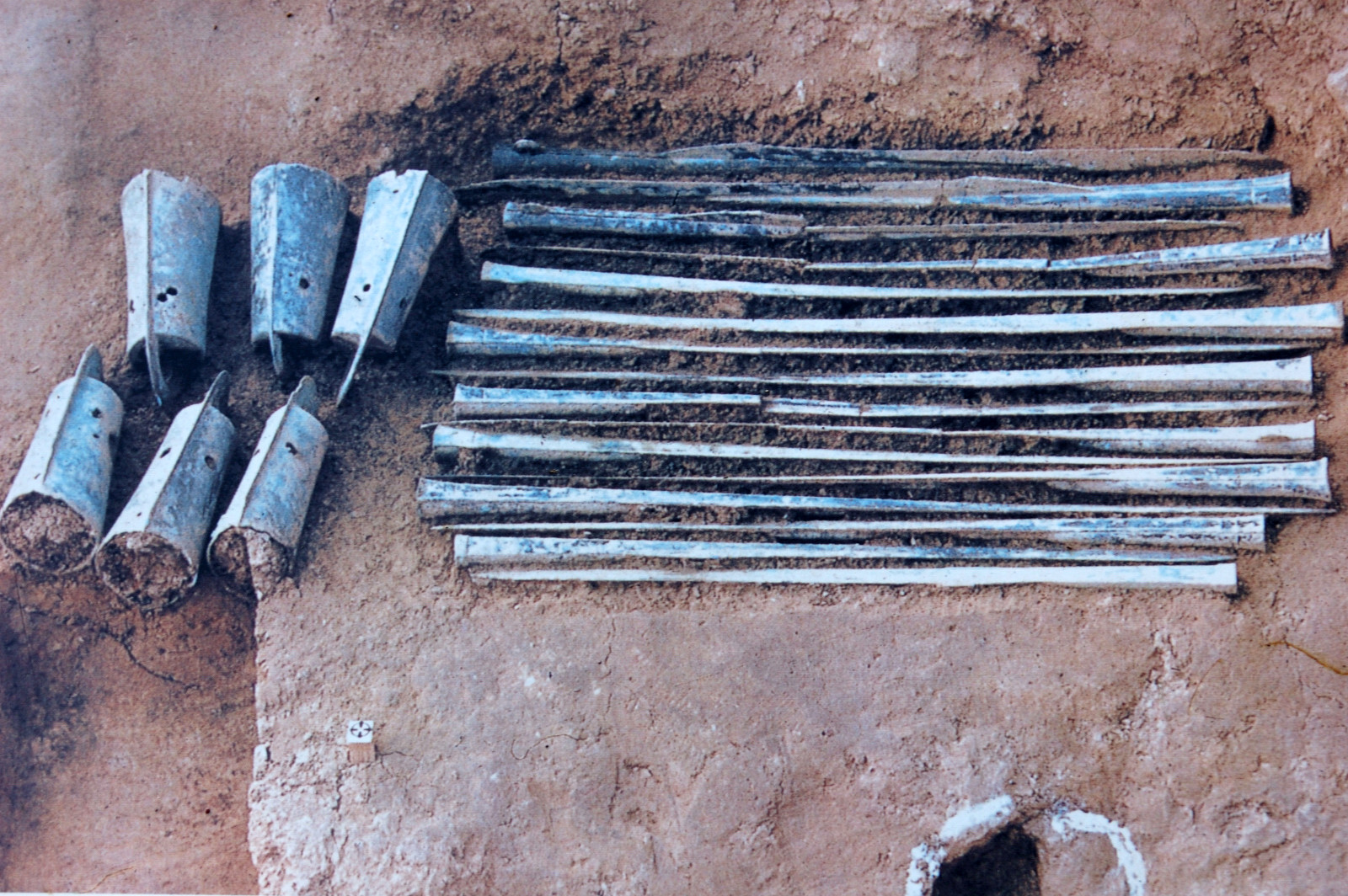
시마네현에서 출토된 청동제 모 날.

모(矛)는 양날검 모양의 날을 가진 장병기이다. 창이나 치도의 전신이 된 고대 무기로서, 일본과 중국에서는 창과 모를 구분하고 있다.
고대 중국의 전차병의 필수 무기로 사용되었으며, 보병과 기병도 효과적 무기로 사용했다. 그 후 야금기술의 발전과 전술의 변화에 따라 자돌력이 뛰어나고 집단전에 적합한 창으로 진화했다.

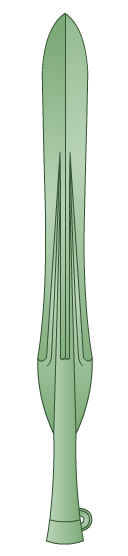
일본 야요이 시대의 동모.

창과 모의 구분 기준은 명확하게 정해져 있지 않으나, 일반적인 구분 기준은 다음과 같다.
- 찌르기와 베기를 모두 목적으로 하는 날을 가지고 있지만, 창이 모에 비해 가늘어서 찌르기에 더 적합한 형상을 갖는다.
- 모는 슴베가 "대수(袋穂)"라는 소켓 모양으로 되어서 여기에 모대를 꽂는다. 창은 반대로 뾰족한 슴베를 창대에 꽂아 고정하는 방식을 취한다.

일본에서 추가적으로 창과 모의 차이점을 들 때는 다음과 같은 설들이 있다.
- 모는 날이 곡선이고 선단이 둔각형이 만은 데 비해 창은 칼날이 직선적이고 끝이 예각이다.
- 모는 한손으로 사용이 가능하여 반대 손에 방패를 패용해 함께 사용했다. 이에 비해 창은 양손 사용을 전제로 한다.
- 시기적으로 가마쿠라 시대 후반에 발전해 남북조 시대에 널리 퍼진 것을 창이라 한다.

## 참고 자료
- 戸田藤成著 『武器と防具 日本編』新紀元社、1994年、58-69頁
- 篠田耕一著 『武器と防具 中国編』新紀元社、1992年、81-89頁